# دانشگاه پادشاهی پنوم پن
دانشگاه پادشاهی پنوم پن (به لاتین: Royal University of Phnom Penh) یک دانشگاه در کامبوج است که در پنوم‌پن واقع شده‌است.